# Función implícita
Una función se llama implícita cuando está definida mediante una ecuación de la forma {\displaystyle f(x,\,y)=0.}
Por ejemplo, puede probarse que la siguiente ecuación define una función implícita en cierta región de {\displaystyle \mathbb {R} ^{2}} entre las variables x e y:
{\displaystyle y^{3}+y^{2}+5xy+x^{2}+x+y=0\,}

## Derivación
Para  derivar una función implícita se usa la regla de la cadena;  en el caso de la variable independiente, sin dificultad alguna, se deriva directamente; al derivar la variable dependiente se la considera como una función que a su vez depende de la variable independiente:
Dada una función {\displaystyle F(x,y)\,}, implícita, si queremos calcular la derivada de y respecto de x: {\displaystyle {\frac {dy}{dx}}=f'(x)}.
Si consideramos {\displaystyle y=f\left(x\right)} es una función en términos de la variable independiente x y {\displaystyle G\left(y\right)} es una función en términos de la variable dependiente y, dado que {\displaystyle y=f\left(x\right)}, entonces para obtener la derivada:
{\displaystyle D_{x}\left(G\left(y\right)\right)=D_{x}\left(G\left(f\left(x\right)\right)\right)=G'\left(f\left(x\right)\right)\left(f'\left(x\right)\right)}

### Ejemplo
Obtener la derivada de:
{\displaystyle 6x^{2}y+5y^{3}+3x^{2}=12-x^{2}y^{2}}
El término {\displaystyle 6x^{2}y} se puede considerar que son dos funciones, {\displaystyle 6x^{2}} y {\displaystyle y} por lo que se derivará como un producto:
{\displaystyle D_{x}\left(6x^{2}y\right)=\left(12x\right)\cdot y+\left(6x^{2}\right)\cdot \left({\frac {dy}{dx}}\right)}
El término {\displaystyle 5y^{3}} se deriva como:
{\displaystyle D_{x}\left(5y^{3}\right)=15y^{2}\cdot {\frac {dy}{dx}}}
El término {\displaystyle 3x^{2}} se deriva de forma normal como:
{\displaystyle D_{x}\left(3x^{2}\right)=6x\,}
El valor constante 12, que no depende ni de x ni de y, tiene por derivada 0, como corresponde a un valor constante.
{\displaystyle D_{x}\left(12\right)=0\,}
El término {\displaystyle x^{2}y^{2}} se puede considerar como un producto y se deriva como:
{\displaystyle D_{x}\left(x^{2}y^{2}\right)=2xy^{2}+x^{2}\cdot \left(2y\cdot {\frac {dy}{dx}}\right)}
Al unir todos los términos se obtiene:
{\displaystyle 12xy+6x^{2}\cdot {\frac {dy}{dx}}+15y^{2}\cdot {\frac {dy}{dx}}+6x=-2xy^{2}-2x^{2}y\cdot {\frac {dy}{dx}}}
Ordenando:
{\displaystyle 6x^{2}\cdot {\frac {dy}{dx}}+15y^{2}\cdot {\frac {dy}{dx}}+2x^{2}y\cdot {\frac {dy}{dx}}=-12xy-6x-2xy^{2}}
Factorizando respecto a ( {\displaystyle {\frac {dy}{dx}}} )  los valores son:
{\displaystyle \left(6x^{2}+15y^{2}+2x^{2}y\right)\cdot {\frac {dy}{dx}}=-\left(12xy+6x+2xy^{2}\right)}
Finalmente despejando {\displaystyle {\frac {dy}{dx}}} se obtiene la derivada de la función implícita:
{\displaystyle {\frac {dy}{dx}}=-{\frac {12xy+6x+2xy^{2}}{6x^{2}+15y^{2}+2x^{2}y}}}